# Texas longhorn

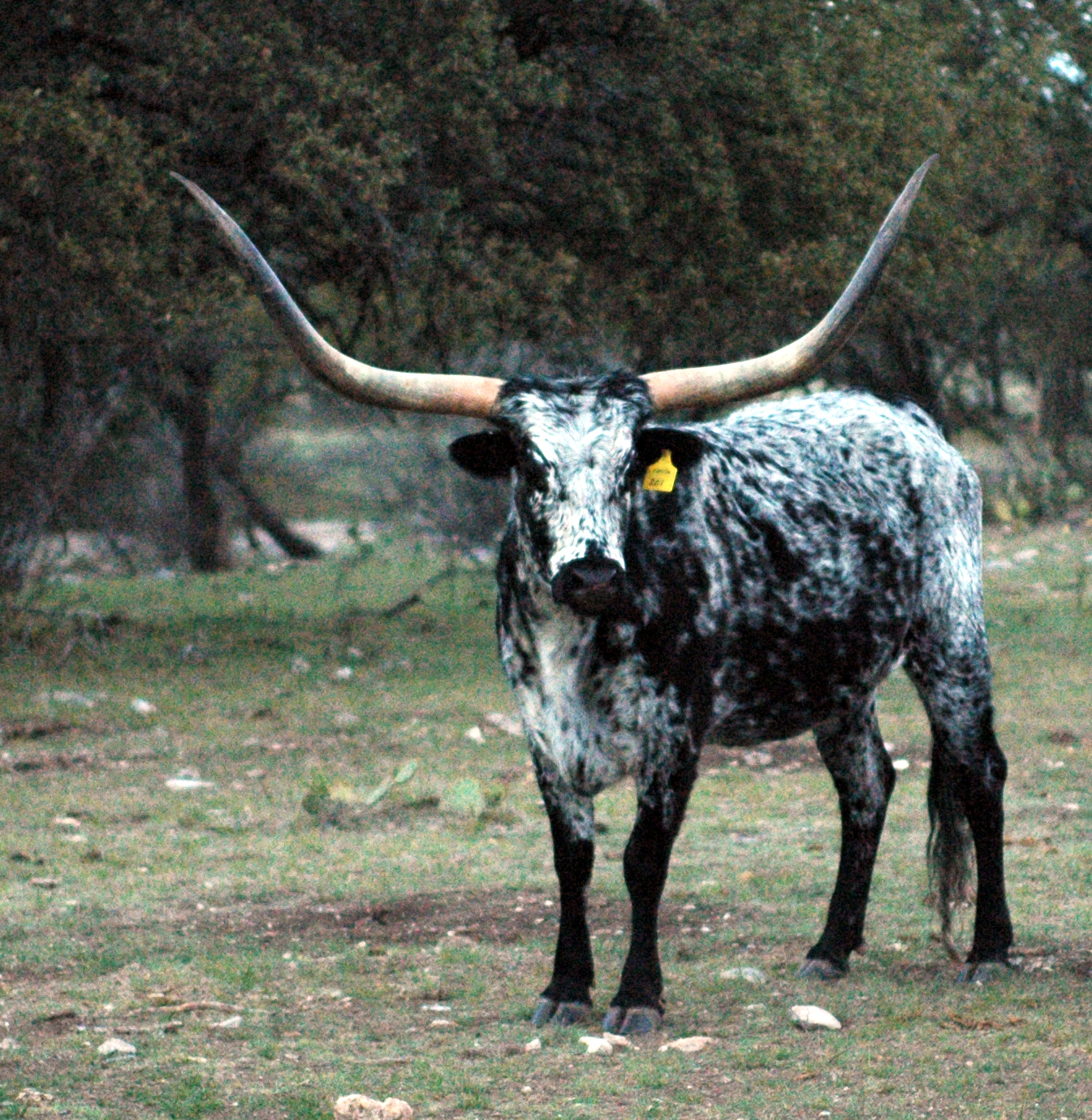
Texas longhorn, ungtjur

Texas longhorn är en boskapsras som utmärks framför allt av sina typiska horn, vilka spänner över nästan två meter och vars ändar är svagt uppåtböjda, samt för sin röd- eller vitbrokiga färg.
Rasens ursprung är föremål för diskussion, men anses allmänt ha utvecklats som en korsning mellan den spanska Retinton (Criollo), vilken kvarlämnades av spanska upptäckare, och engelska kor som togs med av engelska invandrare under 1820-1830-talet.
Rasen blev populär under 1870-talet, när stora hjordar av bisonbufflar slaktades, och de invandrade bönderna spred sig norrut över prärien. Detta var under den tid när cowboyer fortfarande var de som vaktade hjordarna, och drev dem till slakt över stora sträckor.
I takt med att taggtråden tog över och stora marker stängslades förlorade denna behornade ras i popularitet. Den försvann nästan, men räddades 1927, i sista sekunden, av entusiaster från United States Forest Service vilka gav en liten hjord en fristad i Oklahoma.
Senare hölls rasen som kuriositet och historiskt intresse av framför andra, ett flertal bönder i Texas, varför den idag kallas Texas longhorn, men ursprungliga namnet var Longhorn cattle.